# George Rennie (ingeniero)
George Rennie (3 de diciembre de 1791 - 30 de marzo de 1866) fue un ingeniero británico especializado en el diseño mecánico, lo que le permitió participar en importantes proyectos ferroviarios en el Reino Unido y Bélgica. Regentó la empresa de ingeniería "J. and G. Rennie" junto con su hermano Sir John Rennie. Ambos eran hijos del ingeniero escocés John Rennie.

## Primeros años
Nacido en la parroquia de Christchurch, Blackfriars Road, Southwark, Londres, George Rennie fue educado por el Dr. Greenlaw en Isleworth, y posteriormente fue enviado a la St. Paul's School y a la Universidad de Edimburgo. En 1811 entró a trabajar en la oficina de su padre, donde se estaban llevando a cabo muchas grandes obras. En 1818, por recomendación de Sir Joseph Banks y James Watt, fue nombrado inspector de maquinaria y encargado de los troqueles en el Royal Mint, puesto que ocupó durante casi ocho años.

## J. y G. Rennie

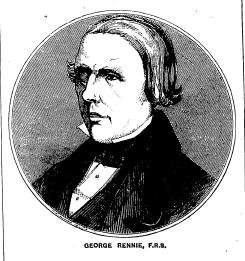
Retrato de George Rennie

A la muerte de su padre en 1821, se asoció con su hermano menor John formando la empresa J. and G. Rennie, y durante muchos años estuvieron comprometidos en completar las vastas obras iniciadas por su anciano padre. John se concentró en la parte de ingeniería civil del negocio, mientras que George supervisó la ingeniería mecánica. Sin embargo, alrededor de 1826 se le confió la construcción del Puente de Grosvenor sobre el río Dee en Chester, a partir de los diseños del arquitecto Thomas Harrison.
En 1825, los hermanos fueron contratados por los directores de Ferrocarril de Liverpool y Mánchester ya que el plan original de George Stephenson había sido rechazado por el Parlamento debido a cifras y mediciones inconsistentes. Sin embargo, el motivo aducido era un simple tecnicismo, ya que la razón del fracaso del proyecto de ley fue la presión política ejercida por Lord Derby y por Lord Sefton, ya que la ruta original invadía o pasaba cerca de sus propiedades en las afueras de Liverpool. Este rechazo implicó que se debía diseñar una nueva ruta, pero los hermanos Rennie estaban demasiado ocupados con otros trabajos, por lo que subcontrataron el estudio a Charles Blacker Vignoles, y fue él quien trazó una nueva ruta, que tuvo éxito en su paso por el Parlamento, y que es la ruta que se sigue utilizando hasta el día de hoy. Tan pronto como el proyecto de ley recibió la aprobación real el 5 de mayo de 1826, los directores desearon nombrar a los hermanos Rennie como ingenieros principales para la construcción del ferrocarril, pero no se pudo llegar a un acuerdo sobre el tiempo que los hermanos dedicarían a asistir a las obras y también con qué otros ingenieros estaban dispuestos a trabajar en el proyecto, por lo que los directores le ofrecieron el trabajo a George Stephenson.
George Rennie tenía una experiencia considerable como ingeniero ferroviario y diseñó los trazados de las líneas de conexión entre Birmingham y Liverpool, la línea del Vale of Clwyd, el ferrocarril de Mons a Manage en Bélgica, y el Ferrocarril de Namur y Lieja también en Bélgica, del que fue nombrado ingeniero jefe en 1846.

## Ingeniería mecánica

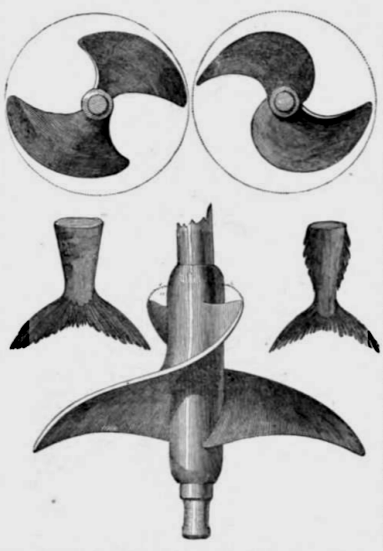
Hélice de tornillo inventada por George Rennie imitando la forma de una aleta caudal

El genio de George Rennie era principalmente mecánico, y supervisó el negocio de fabricación de la empresa en Holland Street, donde se produjo una gran variedad de máquinas, incluida la primera maquinaria para hacer galletas, molinos de maíz y chocolate para el almacén de víveres de Deptford y la maquinaria del Patio de Avituallamiento de Royal William en Plymouth. También construyeron algunas locomotoras para el Ferrocarril de Londres y Croydon. Se sirvieron numerosos pedidos de gobiernos extranjeros y la empresa fue empleada por el Almirantazgo en la fabricación de motores para la Marina Real británica. Estaba muy interesado en las hélices propulsoras, y su empresa construyó los motores para el SS Archimedes, el primer barco de vapor propulsado por una hélice del mundo. Posteriormente, en 1840, la firma construyó para el Almirantazgo el Dwarf, el primer buque de la armada británica propulsado por una hélice.
El ingeniero y profesor Joseph Wickham Roe analizó en 1916 las contribuciones de Rennie al desarrollo de algunas máquinas herramienta como la cepilladora, esencial para fabricar piezas de precisión completamente planas.
En 1822 fue elegido Miembro de la Royal Society y contribuyó con artículos a las Transacciones en 1829 sobre la fricción en los metales y otras sustancias. También presentó ponencias a la Asociación Británica para el Avance de la Ciencia y a la Institución de Ingenieros Civiles, de la que fue elegido miembro en 1841.

## Muerte
Murió el 30 de marzo de 1866, en su casa, en el número 39 de Wilton Crescent, debido a las secuelas de un accidente sufrido en la calle el año anterior. Fue enterrado el 6 de abril en Holmwood, cerca de Dorking. Se casó, en 1828, con Margaret Anne, hija de Sir John Jackson, 1er Baronet, M.P., quien le sobrevivió; tuvieron dos hijos y una hija.